# Karel Noll
Pour les articles homonymes, voir Noll.
Karel Noll ou Karl Noll (né le 4 décembre 1880 à Deutschbrod, Autriche-Hongrie; mort le 29 février 1928 à Prague, Tchécoslovaquie) fut un acteur.

## Filmographie partielle
- 1926 : Dobrý voják Svejk de Karel Lamač
- 1927 : Le Bataillon de Přemysl Pražský